# Либегаст
Ли́бегаст или Лу́бгоздж (нем. Liebegast; в.-луж. Lubhozdź) — деревня в Верхней Лужице, Германия. Входит в состав коммуны Ослинг района Баутцен в земле Саксония. Подчиняется административному округу Дрезден.

## География
Находится в южной части района Лужицких озёр на восток от административного центра коммуны Ослинга. Через деревню проходит автомобильная дорога К 9223. Между Либегастом и Ослингом находятся шахты по добыче бурого угля.
Соседние населённые пункты: на северe — деревня Дубренк (входит в городские границы Виттихенау), на востоке — деревня Салов (входит в городские границы Виттихенау), на юго-востоке — деревня Сульшецы (входит в городские границы Виттихенау), на юго-западе — деревня Скасков и на западе — административный центр коммуны Ослинг.

## История
Впервые упоминается в 1419 году под наименованием Lubegast.
До 1950 года была центром одноимённой коммуны, с 1950 по 1994 года входила в коммуну Золльшвиц. С 1994 года входит в состав современной коммуны Ослинг.
Исторические немецкие наименования.
- Lubegast, 1419
- Lvbegast, 1534
- Liebegast, 1625

## Население
Согласно статистическому сочинению «Dodawki k statisticy a etnografiji łužickich Serbow» Арношта Муки в 1884 году в деревне проживало 99 человек (из них — 92 серболужичанина (93 %)).
| 1825 | 1871 | 1885 | 1905 | 1925 | 1939 | 1946 | 2011 |
| ---- | ---- | ---- | ---- | ---- | ---- | ---- | ---- |
| 91   | 90   | 119  | 108  | 129  | 96   | 165  | 155  |